# 上野聡一
上野 聡一（うえの そういち、1969年2月13日 - ）は、日本の編集技師。広島県出身。

## 作品

### 映画
編集助手
- KAMIKAZE TAXI （1995年）
- トラブルシューター （1995年）
- バースデイプレゼント （1995年）
- Zの回路 復讐の裏ゴト師 （1996年）
- KISS ME （1996年）
- 標的 羊たちの悲しみ （1996年）
- ひみつの花園 （1997年）
- SASORI IN U.S.A. （1997年）
- ラヂオの時間 （1997年）
- HANA-BI （1998年）
- らせん （1998年）
- ずっこけ三人組 怪盗X物語 （1998年）
- BEAT （1998年）
- リング2 （1999年）
- 流★星 （1999年）
- 英二 （1999年）
- メッセンジャー （1999年）
- ブリスター! （2000年） - AVID編集応援
- シン・エヴァンゲリオン劇場版 （2021年）

編集
※太字は日本アカデミー賞編集賞受賞作。
- ケイゾク/映画 Beautiful Dreamer （2000年）
- 式日-SHIKI-JITSU- （2000年）
- チャイニーズ・ディナー（2001年）
- 狗神 INUGAMI （2001年）
- みんなのいえ （2001年）
- 突入せよ! あさま山荘事件 （2002年）
- BOM! （2002年）
- ピンポン （2002年）
- マナに抱かれて （2003年）
- 福耳 （2003年）
- 幸福の鐘 （2003年）
- ジョゼと虎と魚たち （2003年）
- アイデン&ティティ （2003年）
- 恋の門 （2004年）
- 銀のエンゼル （2004年）
- 着信アリ2 （2005年）
- THE SUPER DRY FILMS （2005年）
- 鉄人28号 （2005年）
- 真夜中の弥次さん喜多さん （2005年）
- HINOKIO （2005年）
- ホールドアップダウン （2005年）
- THE 有頂天ホテル （2006年）
- 天使 （2006年）
- 蟲師 （2007年）
- 黄色い涙 （2007年）
- 眉山-びざん- （2007年）
- 大日本人 （2007年）
- 伝染歌 （2007年）
- クワイエットルームにようこそ （2007年）
- 隠し砦の三悪人 THE LAST PRINCESS （2008年）
- ザ・マジックアワー （2008年）
- シャカリキ! （2008年）
- ガマの油 （2008年）
- いけちゃんとぼく （2009年）
- 色即ぜねれいしょん （2009年）
- ゼロの焦点 （2009年）
- 銀色の雨 （2009年）
- ソラニン （2010年）
- 恋愛戯曲 ～私と恋におちてください。～ （2010年）
- ジーン・ワルツ （2011年）
- ステキな金縛り （2011年）
- 天地明察 （2012年）
- のぼうの城 （2012年）
- 映画 妖怪人間ベム （2012年）
- Father 「ヴァージンロード」（2013年）
- 清須会議 （2013年）
- 海ガメの約束（2016年 短編）
- 浅田家!（2020年）
- 変な家（2024年）
- 35年目のラブレター（2025年公開予定）

### テレビドラマ
- リョーコ!! 第4話（1997年、WOWOW） - 編集助手[3]
- 夜逃げ屋本舗 （1999年、日本テレビ） - 編集助手
- いぬのえいが特別版 （2005年、日本テレビ）
- 愛と死をみつめて （2006年、テレビ朝日）
- MM9-MONSTER MAGNITUDE- （2010年、毎日放送）

## 受賞歴
- 2003年 第26回日本アカデミー賞：優秀編集賞『突入せよ! あさま山荘事件』『ピンポン』[4]
- 2007年 第30回日本アカデミー賞：優秀編集賞『THE 有頂天ホテル』
- 2008年 第31回日本アカデミー賞：優秀編集賞『眉山-びざん-』
- 2009年 第32回日本アカデミー賞：優秀編集賞『ザ・マジックアワー』[5]
- 2010年 第33回日本アカデミー賞：優秀編集賞『ゼロの焦点』[6]
- 2012年 第35回日本アカデミー賞：優秀編集賞『ステキな金縛り』[7]
- 2013年 第36回日本アカデミー賞：優秀編集賞『のぼうの城』[8]
- 2014年 第37回日本アカデミー賞：優秀編集賞『清須会議』[9]
- 2021年 第44回日本アカデミー賞：優秀編集賞『浅田家!』[10]